# Бартлетт, Лора
Лора Бартлетт (англ. Laura Bartlett, род. 22 июня 1988, Глазго) — шотландская и британская хоккеистка (хоккей на траве), полузащитник. Бронзовый призёр летних Олимпийских игр 2012 года, участница летних Олимпийских игр 2008 года.

## Биография
Лора Бартлетт родилась 22 июня 1988 года в британском городе Глазго в Шотландии.
Играла в хоккей на траве за «Милн Крейг Клайдсдейл Вестерн».
В 2008 году вошла в состав женской сборной Великобритании по хоккею на траве на летних Олимпийских играх в Пекине, занявшей 6-е место. Играла на позиции полузащитника, провела 3 матча, мячей не забивала.
В 2011 году в составе женской сборной Шотландии завоевала золотую медаль второго дивизиона чемпионата Европы в Познани и была признана лучшим игроком турнира.
В том же году была признана спортсменкой года по версии Британской олимпийской ассоциации.
В 2012 году вошла в состав женской сборной Великобритании по хоккею на траве на летних Олимпийских играх в Пекине и завоевала бронзовую медаль. Играла на позиции полузащитника, провела 7 матчей, забила 1 мяч в ворота сборной Бельгии.
В том же году в составе женской сборной Великобритании стала серебряным призёром Трофея чемпионов в Росарио.
В феврале 2013 года завершила карьеру и покинула спорт. На счету Бартлетт 57 матчей за сборную Шотландии и 50 матчей за сборную Великобритании.